# مادي هول زوما
كانت مادي هول زوما (بالإنجليزية: Madie Hall Xuma)‏ التي تُعرَف أحيانًا باسم هول زوما (من مواليد عام 1894- والمُتوفاة في عام 1982) ناشطة أمريكية في جنوب أفريقيا.

## حياتها
وُلدت مادي بياتريس هول في وينستون سالم بولاية كارولاينا الشمالية ، وكانت زوما ابنة هاريسون هول، أول طبيب أسود في المدينة، وزوجته جيني كوان هول. كانت مادي تدرس للحصول على درجة الماجستير في التعليم في جامعة كولومبيا عندما قابلت الأرملة ألفريد بيتيني زوما، حيث زارت الولايات المتحدة في ذلك الوقت. ذهبت لدراسة العمل الاجتماعي في جامعة أتلانتا. تزوجت هي وزوما في كيب تاون في عام 1940، وواصلت لعب دور مهم في تطوير المنظمات النسائية في جنوب أفريقيا. وكانت زوما أول رئيسة لرابطة نساء المؤتمر الوطني الأفريقي، عملت زوما من 1943 إلى 1948، وساعدت في تأسيس نوادي زينزيلي Zenzele لإثراء المرأة، التي أخذت تصميمها من النوادي الأمريكية للنساء السود. شاركت زوما في جمعية الشابات المسيحيات. وفي عام 1963، بعد وفاة زوجها، عادت إلى وينستون سالم لتعيش بهدوء بعد أن عن رحلة حول العالم في عام 1966 وبقيت نشطة في النوادي النسائية المحلية. تحمل مبانٍ إدارة Zenzele اسمها.